# Superior (Nebraska)
Superior és una població dels Estats Units a l'estat de Nebraska. Segons el cens del 2000 tenia 2.055 habitants.

## Demografia
Segons el cens del 2000, Superior tenia 2.055 habitants, 980 habitatges, i 598 famílies. La densitat de població era de 422 habitants per km².
Dels 980 habitatges en un 23,3% hi vivien nens de menys de 18 anys, en un 53,7% hi vivien parelles casades, en un 6,4% dones solteres, i en un 38,9% no eren unitats familiars. En el 36,7% dels habitatges hi vivien persones soles el 21,4% de les quals corresponia a persones de 65 anys o més que vivien soles. El nombre mitjà de persones vivint en cada habitatge era de 2,1 i el nombre mitjà de persones que vivien en cada família era de 2,72.
Per edats la població es repartia de la següent manera: un 21,4% tenia menys de 18 anys, un 4,2% entre 18 i 24, un 21% entre 25 i 44, un 24,6% de 45 a 60 i un 28,8% 65 anys o més.
L'edat mediana era de 48 anys. Per cada 100 dones de 18 o més anys hi havia 81,1 homes.
La renda mediana per habitatge era de 27.195 $ i la renda mediana per família de 35.074 $. Els homes tenien una renda mediana de 26.429 $ mentre que les dones 16.379 $. La renda per capita de la població era de 16.114 $. Aproximadament el 5,3% de les famílies i l'11,3% de la població estaven per davall del llindar de pobresa.

## Poblacions més properes
El següent diagrama mostra les poblacions més properes.